# محمد بن أبي بكر الفارسي
أبو عبد الله بدر الدين محمد بن أبي بكر بن محمد بن حسن بن علي الفارسي التيمي (ت: 677 هـ / 1278م) طبيب وفلكي وموسيقي مسلم، أصله من فارس، ولد ونشأ وتوفي في مدينة عدن.  أخذ العلم عن عدد من العلماء منهم: أبو بكر بن أحمد الأديب، والعلامة الحسن بن محمد الصغاني وغيرهما، كما أخذ عن أبيه في علم الفلك، وعن الصغاني في اللغة، وعن الزكي بن الحسين البيلقاني في الفقه والمنطق والأصول وغيرها، وقلما وصل إلى مدينة عدن من يشار إليه بالعلم إلا وصله ودرس عليه. قال المؤرخ محمد بن يوسف الجندي في كتابه السلوك في طبقات العلماء والملوك: «وهو رجل البيت في عدن، وفيه مودة وبشاشة، وحسن سعي في حوائج الأصحاب، واستنابه القاضي أبوبكر بن الأديب، في آخر أيام ولايته في مدينة عدن، على قضاء عدن».

## مؤلفاته
- دارة الطرب: في الموسيقى.
- التبصرة في علم البيطرة.
- آيات الآفاق في خواص الأوفاق: في الفلك.
- وضع الألحان: في الموسيقى.
- نهاية الإدراك في أسرار علم الأفلاك: في الفلك، الطبعة موجودة في المكتبة المحمودية في المدينة المنورة.
- معارج الفكر الوهيج في حل مشكلات الزيج: الطبعة موجودة في المكتبة المحمودية في المدينة المنورة، ألفه لخزانة الملك يوسف بن عمر الرسولي.
- مادة الحياة وحفظ النفس من الآفات: في أنواع السموم وتلحق فن الطب.
- الدرة المنتخبة في الأدوية المجربة: في الطب.
- الزيج المظفري: في الفلك، الطبعة موجودة في المكتبة الغربية للجامع الكبير.